# Palaver
Palaver é um filme de fantasia belga de 1969 dirigido e coescrito por Emile Degelin. 
Foi selecionado como representante da Bélgica à edição do Oscar 1970, organizada pela Academia de Artes e Ciências Cinematográficas.

## Elenco
- Umberto Bettencourt
- Christie Dermie
- Marion Hänsel
- Jean Kabuta
- Arlette La Haye
- Grégoire Mulimbi
- Jacques Mulongo